# За мог сина
За мог сина (тур. Poyraz Karayel) турска је телевизијска серија, снимана од 2014. до 2017.
У Србији је 2018. приказивана на телевизији Пинк.

## Радња
Појраз Карајел је полицајац који има сина и живи једноставним и срећним животом. Док се бори против кријумчарења наћи ће се у замци која доводи до његовог неправедног суспендовања због злочина који није починио. Осуђен је на годину дана затвора, чиме губи старатељство над дететом, које одлази у руке његовог таста.
Годину дана касније, Појраз излази из затвора и осећа се безнадежно - више није полицајац и не може да поврати старатељство над сином јер нема сталан посао. Убрзо почиње да ради као таксиста, истовремено тајно пратећи највећег истанбулског вођу мафије, Бахрија Умана. О сваком његовом потезу, такође тајно, обавештава шефа полиције.
Једног дана, Појраз спасава Бахрију живот усред мафијашког окршаја, чиме придобија његово поверење, иако му то није био циљ. Бахри нуди Појразу посао у његовој организацији, што некадашњи полицајац, у договору са шефом, прихвата. Улази у мафијашке редове, а за циљ има само да поврати сина.
У међувремену, Појраз среће Ајшегул, прелепу младу докторку, у коју се заљубљује на први поглед. Осећања су обострана, али Појраз није ни свестан да је девојка коју воли Бахријева ћерка. Тако ће Појразова и Ајшегулина љубав проћи кроз бројна искушења, која неће бити нимало наивна...

## Сезоне
| Сезона | Сезона | Број епизода (н) / (и)          | Приказивање у Турској                 | Приказивање у Србији                          |
| ------ | ------ | ------------------------------- | ------------------------------------- | --------------------------------------------- |
|        | 1      | 24 / 65 (1 — 24) / (1 — 65)     | 7. јануар 2015 — 17. јун 2015. ()     | 23. јул 2018 — 1. септембар 2018. (Пинк)      |
|        | 2      | 38 / 116 (19 — 62) / (66 — 181) | 30. септембар 2015 — 15. јун 2016. () | 1. септембар 2018 — 18. новембар 2018. (Пинк) |
|        | 3      | 20 / 60 (63 — 82) / (182 — 241) | 12. октобар 2016 — 1. март 2017. ()   | /                                             |

## Улоге
| Глумац:                | Улога:                 |
| ---------------------- | ---------------------- |
| Илкер Калели           | Ахмет Појраз Карајел   |
| Бурчин Терзиоглу       | Ајшегул Уман/Чилингир  |
| Муса Узунлар           | Бахри Уман             |
| Али Ил                 | Садретин Уман          |
| Џелил Налчакан         | Зулфикар Улген         |
| Харе Сурел             | Мелтем Карајел         |
| Џем Џуџеноглу          | Орхан Солмаз           |
| Мурат Далтабан         | Мумтаз Ток             |
| Ата Берк Мутлу         | Синан Карајел          |
| Еџе Оздикиџи           | Сонгул Уман            |
| Гулчин Хатихан         | Умран Озер Солмаз      |
| Исмаил Дувенџи         | Џевхер Гунгорен        |
| Емирхан Акбаба         | Иса Озер               |
| Емел Чолгечен          | Сема Корал Киличарслан |
| Канболат Горкем Арслан | Сефер Киличарслан      |
| Берат Ефе Парлар       | Ефе                    |
| Мустафа Алабора        | Унсал Озбакан          |
| Муге Акјамач           | Џанан Озбакан          |
| Киркор Динчкајикчи     | Исмаил Карагул         |
| Енгин Бенли            | Зафер Бирјол           |
| Енис Јилдиз            | Неџдет                 |